# もう 笑うしかない
「もう 笑うしかない」（もう わらうしかない）は、平松愛理の10枚目のシングル。1992年9月2日にポニーキャニオンから発売された。

## 概要
アルバム『Erhythm』からの先行シングル。表題曲「もう 笑うしかない」は、日新火災海上保険のCMソングとして使用された。曲は恋と仕事の両立に奮闘する主人公の日常を描いている。本曲のシチュエーションはOLの恋愛ということもあり、ミュージック・ビデオではOL姿の平松が登場するほか、撮影もオフィスで行われ、屋外では一口坂スタジオ周辺の東京都千代田区九段北の路上でも行われている。（PV集『Variacion Chapter 1』に収録。なお、このPVの監督は岩井俊二が務めている。）
平松は、同年10月16日にテレビ朝日系で放送された『ミュージックステーション』に出演し、この曲を披露している。
『森田一義アワー 笑っていいとも!』内のコーナー「身内自慢コンテスト」のオープニング曲でもある。

## 収録曲
1. もう 笑うしかない（5分28秒）
作詞・作曲：平松愛理、編曲：清水信之
2. あくびがしたい（4分43秒）
作詞・作曲：平松愛理、編曲：清水信之
3. もう 笑うしかない（オリジナルカラオケ）